# Pistály
Pistály Törökbálint külterületi lakott része.
Földrajzilag a Kamaraerdő nyugati lankáin terül el – a Szabadházi-hegyet is ideértve – egészen az Égettvölgyig. Határai északon a Hosszúréti-patak melletti legelők, délen a Tétényi-fennsík és a Mechanikai Művek területe. A 2001-es népszámlálás alkalmával 283 fő lakott itt hivatalosan állandó jelleggel, lélekszáma azóta jelentősen bővült.
Pistall szerb eredetű szó, magyarul nedves föld; magyarosan ejtve Pistály

## Civil szervezetek
Pistály Építő Fejlesztő Egyesület
Szabadházi-hegy Egyesület